# Крешентини, Каролина
Каролина Крешентини (итал. Carolina Crescentini; род. 18 апреля 1980, Рим, Италия) — итальянская актриса
.

## Биография
Родилась в Риме в семье бухгалтеров, выросла в Монтеверде, получила степень бакалавра наук в Институте Массимилиано Массимо, затем поступила на филологический факультет, Шоу-бизнес адрес. После посещения школы актерского мастерства в «Teatro Azione», поступила в экспериментальный Центр кинематографии, который закончила в ноябре 2006 года. Начала актерскую карьеру с маленьких ролей в театре, кино и телевидении.